# Vosges
Vosges là một tỉnh của Pháp, thuộc vùng hành chính Grand Est, tỉnh lỵ Épinal, bao gồm các quận với các quận lỵ còn lại là: Neufchâteau, Saint-Dié-des-Vosges.